# Мені це не подобається
«Мені це не подобається» (англ. I Am Not Okay with This) — американський телевізійний серіал, оснований на коміксі Чарльза Форсмана. Він вийшов на Netflix 26 лютого 2020 року. Шоу отримало позитивні відгуки критиків.
У серпні 2020 року портал Deadline повідомив, що компанія Netflix вирішила закрити серіал. Попри те, що офіційно не було оголошено про продовження серіалу, за словами джерела, сценарій вже був написаний і проводився пошук акторів для другого сезону, але обставини, пов'язані з пандемією COVID-19, змінили рішення компанії.

## Сюжет
Серіал розповідає про життя і дорослішання 17-річної «нудної білої дівчини» — Сідні Новак, чий батько, колишній військовик, вчинив самогубство. У Сідні починає проявлятися телекінез, що вона спочатку списує на дорослішання, але потім починає розуміти, що з нею відбувається щось незвичайне. Вона вчиться використовувати свої здібності й у підсумку дізнається, чому її батько покінчив з життям.

## В ролях

### Головні ролі
- Софія Лілліс у ролі Сідні Новак.
- Вайетт Олефф у ролі Стенлі Барбера, сусіда і друга Сідні.
- Софія Брайант у ролі Діни, кращої подруги і коханої Сідні.
- Кетлін Роуз Перкінс у ролі Меггі Новак, овдовілої матері Сідні.

### Другорядні ролі
- Річард Елліс у ролі Бредлі Льюїса, шкільного спортсмена та бойфренда Діни, який не подобається Сідні.
- Девід Тойне в ролі містера Файла, шкільного вчителя.
- Закарі С. Вільямс у ролі Рікі Беррі, самовпевненого та пересічного спортсмена, кращого друга Бреда.
- Ейдан Войтак-Хіссонг у ролі Ліама Новак, молодшого брата Сідні.

## Створення

### Розробка
12 грудня 2018 року було оголошено, що Netflix запустив у виробництво перший сезон серіалу, що складається з 8 серій, кількість яких скоротилася до 7 у процесі виробництва. Серіал був створений Джонатаном Ентуїсл та Крісті Холл, що також є виконавчими продюсерами разом із Шоном Леві, Деном Левіном, Деном Коеном та Джошом Баррі. Серіал було випущено 26 лютого 2020 року.

### Кастинг
Разом із анонсом серіалу стало відомо, що Софія Лілліс, Вайетт Олефф і Кетлін Роуз Перкінс виконають головні ролі, а Ейдан Войтак-Хіссонг і Річард Елліс з'являться як другорядні персонажі.

### Знімання
Знімання відбувалося у Піттсбургу у червні 2019 року. Місто Браунсвілл у штаті Пенсільванія було обрано місцем дії серіалу, а Академія Мистецтв Вестінгаус в місті Вілмердінг була використана як екстер'єр середньої школи.

## Список серій
| № в серіалі | Назва                            | Режисер           | Автори сценарію                | Дата прем'єри  |
| ----------- | -------------------------------- | ----------------- | ------------------------------ | -------------- |
| 1           | «Дорогий щоденник…»              | Джонатан Ентвістл | Джонатан Ентвістл і Крісті Хол | 26 лютого 2020 |
| 2           | «Майстер одного ****»            | Джонатан Ентвістл | Крісті Хол                     | 26 лютого 2020 |
| 3           | «Вечірка закінчена»              | Джонатан Ентвістл | Ліз Ельверенлі                 | 26 лютого 2020 |
| 4           | «Стен зі мною»                   | Джонатан Ентвістл | Тріпер Кленсі                  | 26 лютого 2020 |
| 5           | «Ще один день в раю»             | Джонатан Ентвістл | Тріпер Кленсі                  | 26 лютого 2020 |
| 6           | «Який батько, така донька»       | Джонатан Ентвістл | Крісті Хол                     | 26 лютого 2020 |
| 7           | «Найглибший, найтемніший секрет» | Джонатан Ентвістл | Крісті Хол і Дженна Вестовер   | 26 лютого 2020 |

## Критика
На сайті Rotten Tomatoes серіал має 81%-й рейтинг схвалення з 43 оглядів з середнім рейтингом 6.65/10. Агрегатор оглядів Metacritic дав серіалу 68 балів з 100, ґрунтуючись на восьми критичних відгуках, що вказує на «в цілому сприятливі відгуки».